# Wrexham (borough de comté)
Pour les articles homonymes, voir Wrexham (homonymie).
Wrecsam (borough de comté)
Wrexham (appellation anglaise), ou Wrecsam (appellation galloise), est un borough de comté situé dans le nord du pays de Galles. La ville de Wrexham en est le centre administratif.

## Histoire
Le borough de comté a été créé le 1er avril 1996 en tant que zone principale. Le statut de borough a été hérité de la ville de Wrexham, accordé 150 ans auparavant.
La zone comprend une partie de la moitié est du comté historique du Denbighshire (bien que ne faisant pas partie de la zone principale de Denbighshire), et deux enclaves historique du Flintshire (Maelor Saesneg et la paroisse de Marford et Hoseley).